# Масютин Федір Максимович
Масютин Федір Максимович (7 червня 1879, Кролевець Чернігівської губ. — ?) — український і російський художник.

## Біографія
Федір Максимович Масютин народився 7 червня 1879 в місті Кролевці Чернігівської губернії. Служив у царській армії командиром у Ровенському піхотному полку. 25 вересня 1901 йому видали «отпускной» білет. Через два роки, в березні 1903, зарахований «вольнослушателем по рисованию в масочный класс на утренние и вечерние занятия» до Київського художнього училища, де навчався до 1 березня 1904. У 1920-х навчався в художній студії Івана Федоровича Селезньова. У 1931 — відповідальний секретар кооперативу художників Західного Сибіру.